# 夏亞郡
夏亞郡，是肯尼亞的一個郡，位於該國西南部，由尼揚扎省負責管轄，首府設於夏亞，始建於2013年3月4日，面積2,496.1平方公里，2009年人口842,304，人口密度每平方公里337.45人。